# 秦如培
秦如培（1962年10月—），男，贵州江口人，中华人民共和国政治人物。贵州农学院（现并入贵州大学）农学系农学专业毕业，贵州工业大学与加拿大魁北克大学席库提米分校合作举办的项目管理专业在职研究生学历，项目管理硕士学位。

## 生平
秦如培于1983年8月参加工作，1985年7月加入中国共产党。历任共青团贵州省贵阳市委书记；中共贵阳市白云区委副书记、代区长、区长、区委书记、贵州市委常委、市委秘书长、市委政法委书记；毕节地委副书记、行署专员、地委书记、毕节市委书记等职。
2012年4月获任中共贵州省委常委，7月任副省长。2013年7月任贵州省委政法委员会书记。2015年4月，改任贵州省常务副省长。
2018年1月，转任中共广西壮族自治区委员会常委、自治区人民政府常务副主席。2021年11月，换届不再担任中共广西壮族自治区党委常委，保留自治区人民政府副主席、党组成员职务。2022年1月，兼任广西壮族自治区人民政府国有资产监督管理委员会党委书记。
2024年4月16日，他因涉嫌严重违纪违法，接受中央纪委国家监委纪律审查和监察调查。10月11日，被开除党籍和公职，涉嫌犯罪问题移送检察机关。2025年2月，经最高人民检察院指定，由四川省德阳市人民检察院向德阳市中级人民法院对秦如培涉嫌受贿一案提起公诉。经审理查明：1998年至2024年，被告人秦如培利用担任贵州省贵阳市白云区委副书记、区长、区委书记，贵阳市委副书记、政法委书记，毕节地委副书记、行署专员，毕节地委书记，毕节市委书记，贵州省委常委、副省长、贵安新区党工委书记，广西壮族自治区党委常委、自治区政府副主席、自治区国有资产监督管理委员会党委书记等职务上的便利以及职权、地位形成的便利条件，为有关单位和个人在项目承揽、企业经营、工作调动等方面提供帮助，非法收受财物共计折合人民币2.16亿余元。2025年8月6日，四川省德阳市中级人民法院一审宣判，以受贿罪判处秦如培死刑，缓期二年执行，剥夺政治权利终身，并处没收个人全部财产。